# 海琳
海琳（1976年—），原名冯琳，生于吉林磐石，是中國人民解放軍中校、一级播音员、全国青联常委，1996年毕业于中国传媒大学播音系，硕士在讀，现为解放军电视宣传中心专题部副主任、国防大学特邀专家。
1999年起主持《走军营》、《国防时空》等節目，現兼為《军事报道》栏目新闻主播，十届全国妇女代表，2010年全军首个获得“中国播音主持金话筒奖”的个人，2012年第26届中国电视金鹰奖优秀电视节目主持人奖。
2013年2月當選第十二届全国政协委员，後於2015年2月的十二届全国政协常委会第九次会议前辭去全國政協委員職務。